# 北贾坊魁星楼
北贾坊魁星楼位于山西省临汾市襄汾县汾城镇北贾坊村东南角，是建于清代顺治五年（1649年）村堡城墙仅存的遗迹，坐落于巍峨的砖石高台上。这是一座两层砖木楼阁，八角攒尖顶，至21世纪初已极其破败。1984年9月，北贾坊魁星楼公布为第一批襄汾县文物保护单位。2022年重新修缮，恢复了往日风貌。。